# Somewhere Over the Rainbow (álbum)
Somewhere Over the Rainbow es el vigesimoséptimo álbum de estudio del músico estadounidense Willie Nelson publicado por la compañía discográfica Columbia Records en febrero de 1981. Incluye versiones de clásicos del pop de la década de 1940 con nuevos arreglos de Nelson, así como temas instrumentales cercanos al jazz a modo de tributo al guitarrista Django Reinhardt, una de las influencias musicales de Nelson. Llegó al primer puesto en la lista estadounidense de álbumes country y al 31 en la lista Billboard 200.

## Lista de canciones
Cara A
1. "Mona Lisa" (Jay Livingston, Ray Evans) (2:28)
2. "Exactly Like You" (Dorothy Fields, Jimmy McHugh) (2:22)
3. "Who's Sorry Now?" (Bert Kalmar, Harry Ruby, Ted Snyder) (2:58)
4. "I'm Confessin' (That I Love You)" (Al Neiburg, Doc Daugherty, Ellis Reynolds) (3:30)
5. "Won't You Ride in My Little Red Wagon" (Rex Griffin) (2:28)

Cara B
1. "Over the Rainbow" (E.Y. Harburg, Harold Arlen) (3:33)
2. "In My Mother's Eyes" (Willie Nelson) (3:06)
3. "I'm Gonna Sit Right Down and Write Myself a Letter" (Fred E. Ahlert, Joe Young) (2:58)
4. "It Wouldn't Be the Same (Without You)" (Fred Rose, Jimmy Wakely) (2:54)
5. "Twinkle, Twinkle Little Star" (2:10)

## Personal
- Willie Nelson - guitarra, voz
- Freddie Powers - guitarra, voz
- Paul Buskirk - guitarra y mandolina
- Johnny Gimble - violín

## Posición en listas
| País           | Lista                 | Posición |
| -------------- | --------------------- | -------- |
| Canadá         | Canadian Albums Chart | 23       |
| Estados Unidos | Billboard 200         | 31       |
| Estados Unidos | Top Country Albums    | 1        |